# Jauja (Metro de Huancayo)
Jauja es el nombre asignado a la séptima futura estación del tramo suburbano del Metro de Huancayo en Perú. La estación será construida en la provincia de Jauja.
La estación es la séptima a nivel del tramo suburbano, que se desarrolla en los exteriores de la ciudad de Huancayo.